# Karol Lipiński
Karol Józef Lipiński (1790. október 30. – 1861. december 16.) lengyel virtuóz hegedűművész, zeneszerző és zenepedagógus volt. Őt nevezték a „lengyel Paganininek”.

## Élete, pályafutása
Karol Lipiński egy Radzyń Podlaski nevű faluban született, Lengyelországban, a Lublini vajdaságban. Már kisgyermekként kiviláglott zenei tehetsége. Ötéves korában kezdte el hegedűre tanítani édesapja, Feliks Lipiński (1765-1847), aki a Potocki-família zenekarának kapellmeistere volt.
1799-ben Lembergbe (a város lengyel neve 'Lwów') költöztek. Itt Adam Starzeński családjának zenekarában játszott, édesapja vezénylete alatt, illetve kamaraegyüttesekben is. 1809 végén koncertmesteri megbízást kapott a lwówi német színház zenekarában (1842-ig a színjátszás a német színház privilégiuma volt - lengyel művészek csak osztrák vállalkozókkal kötött, nem mindig hivatalos szerződések keretében játszhattak). Két év után kapellmeisterré lépett elő. Negyven évig, 1839-ig lakott a városban, a zenekar karmestereként, majd igazgatójaként tevékenykedve. Ez időszakban komponálta jelentős műveinek nagyobb részét: három szimfóniát (Esz-dúr, C-dúr, B-dúr),  a D-dúr nyitányt, három hegedűversenyt, caprice-okat, polonézeket, több singspielt (A Dnyeszter szirénje, Perpatvar egy fogadás miatt, illetve a Terefere i Tarapacie.). 1812-ben Varsóba utazott, hogy tanulmányozza az operaház tevékenységét. 1814-ben Bécsben találkozott Louis Spohrral, a neves német hegedűművész-zeneszerzővel. Ezután elhatározta, hogy koncertező hegedűművészként folytatja pályáját. Hazatérve Lwówba, felmondta színházi állását, hogy hegedűtudása tökéletesítésének szentelhesse az energiáit. Emellett tanítással is foglalkozott. 1817-ben Itáliába utazott abban a reményben, hogy hallhatja Paganinit Milánóban találkoztak, naponta játszottak együtt, sőt két közös koncertet is adtak, 1818. április 17-én és május 24-én. Ez mérhetetlenül megnövelte Lipiński hírnevét. Paganini neki dedikálta a Burleszk variációk a „Velencei karnevál” témájára című, szóló hegedűre írt művét (op. 10). Viszonzásként Lipiński, 1827-ben Paganininek ajánlotta Három caprice hegedűre (op. 10) című kompozícióját.

Karol Lipiński, Walenty Wańkowicz festménye, 1822

1817 és 1824 között koncertezett Kijevben, Krakkóban, Poznańban, Berlinben, Lipcsében, illetve Wrocławban, Vilniusban,  Kremenyecben (Krzemieniec) és Kamjanec-Pogyilszkijben (Kamieniec Podolski). Ez idő alatt sok új szerzeményt komponált.
1818-ban Németországba tartva megállt Triesztben, hogy meghallgassa Dr. Mazzurana tanácsait. Az akkor már 90 éves öregúr valamikor Tartini tanítványa volt, hegedülni már nem tudott ugyan, de hasznos tanácsokkal látta el Lipińskit Tartini egyik szonátájának előadására nézve. 1823-ban Kijevben együtt hangversenyezett a lengyel zongoraművész-zeneszerzővel, Maria Szymanowskával.
1827-ben és 1828 elején hat koncertet adott a varsói Nemzeti Színházban, ami után kinevezték a lengyel királyi udvar első hegedűsének.
1829-ben Varsóba utazott, ahol I. Miklós lengyel királlyá való koronázásának ünnepségei keretében közös koncertsorozatot adott Paganinivel (amelyen megjelent a 19 éves Chopin is). Sajnos azonban, a két hegedűművész között rivalizálás alakult ki, amely szétszakította a barátságukat is. Azután, amikor csak megkérdezték, hogy ki a legnagyobb hegedűs, Paganini ezt válaszolta: „Azt nem tudom, hogy ki a legnagyobb, de Lipiński bizonyosan a második legnagyobb.”
Visszatérve Varsóba Lipiński egy időre felhagyott a koncertezéssel és a zeneszerzésnek szentelte magát. 1834-ben új repertoárral jelent meg újra a pódiumon, Varsóban és Poznańban, 1835-36-ban hosszú nyugat-európai körutat tett. Lipcsében a hírneves Gewandhaus koncertmestereként játszott, és találkozott Robert Schumann-nal is. Schumannra olyan mély benyomást tett, hogy neki ajánlotta Karnevál (op. 9) című darabját, baráti kapcsolat alakult ki közöttük. Koncertkörútjának következő állomása Párizs volt, itt azonban kevés fellépést tudott teljesíteni, mivel megsérült hegedűjének javítása sokáig elhúzódott.
1836-ban Angliába utazott és eljátszotta Concerto Militaire címen ismert hegedűversenyét a Royal Filharmonikusokkal. Manchesterben is fellépett. 1839-ben kettős kinevezést kapott Drezdában, mint a Royal Oratory koncertmestere és az udvari zenekar kapellmeistere. A drezdai kötelezettségei miatt felhagyott a koncertvirtuózi turnézással és a kamarazenélésre összpontosított, különleges odaadással Beethoven vonósnégyesei iránt. Közös koncertet is adott Liszt Ferenccel: Beethoven Kreutzer-szonátáját adták elő. Csaknem életének utolsó napjaiig e városhoz kötődött, itt írta utolsó műveit is.
Nagy hírnevet szerzett, mint Paganini egyetlen komoly riválisa. Tanított is és felkarolta a fiatal tehetségeket. Wieniawski neki dedikálta D-dúr Polonaise Brillante című darabját.
1845-ben házat vett  egy Urlów nevű faluban, amely ma Ukrajna Ternopili területéhez tartozik. Eleinte csak a vakációkat töltötte itt, visszavonulása után viszont ide is költözött. 1861-ben halt meg, asztma következtében. Halála után az urlówi tulajdont a fiai, Gustaw és Konstanty örökölték. Végrendeletében alapítványt hozott létre, amely ösztöndíjhoz juttatta a lwówi, nápolyi és bécsi konzervatórium kiemelkedő fiatal hegedűseit. Az alapítvány az I. világháború kitörésééig működött.
Két nagyszerű hangszer tulajdonosa volt. Az egyiket Antonio Stradivari készítette, 1715-ben (Lipinski Stradivarius), a másikat pedig Giuseppe Guarneri del Gesù. Mindkét hegedűre úgy szokás hivatkozni, hogy „ex-Lipinski”.

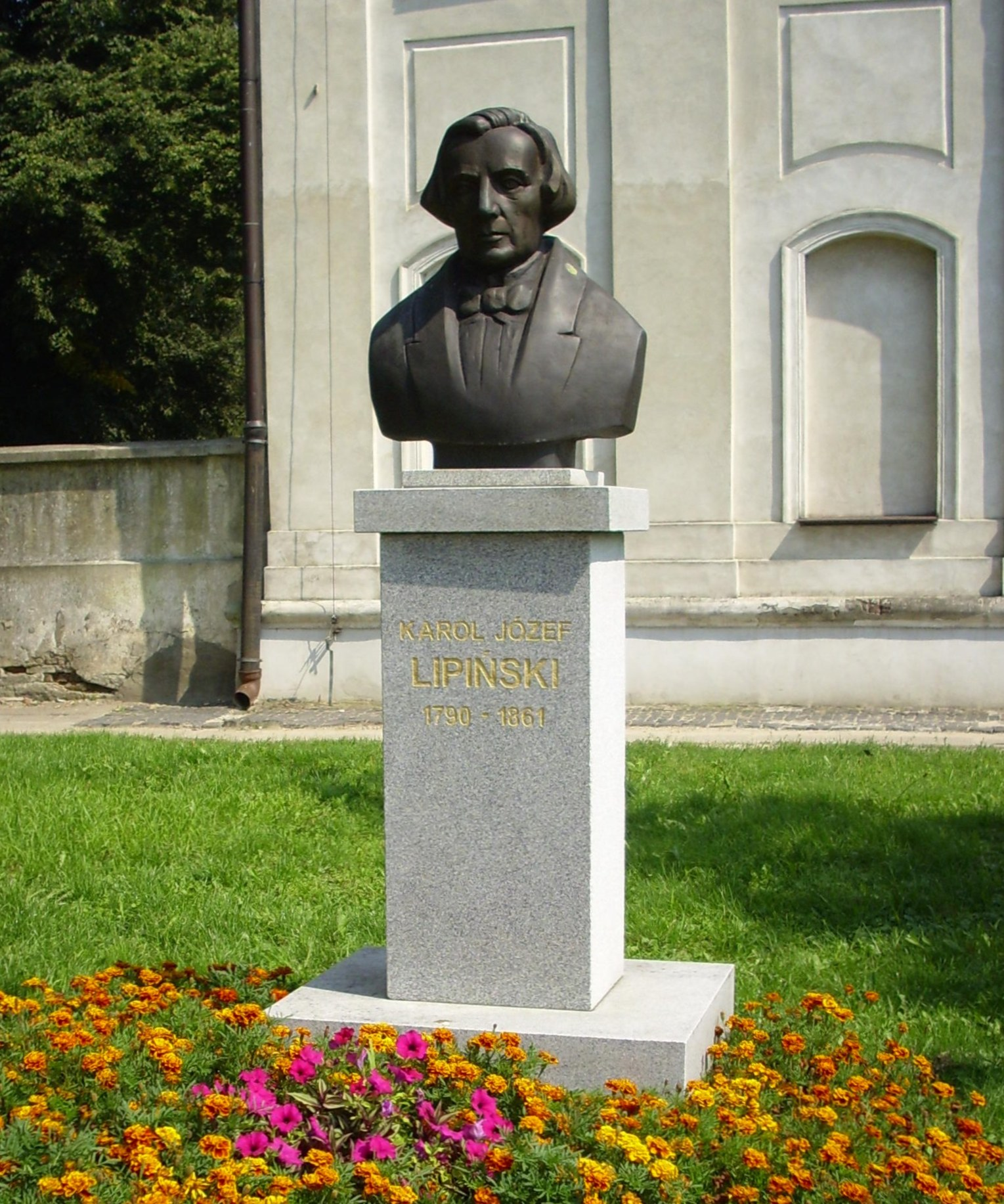
Lipiński mellszobra Radzyń Podlaskiban.

Szerzeményei eleinte feledésbe merültek, mára azonban kezdik újra felfedezni és lemezre venni őket, köztük a négy hegedűversenyt (az ötödik elveszett), etűdöket, polonézeket, rondókat, variációkat és capricciókat. Három szimfóniát is írt. Ferdinand Kauer Donauweibchen című kompozícióját is feldolgozta, saját zenei anyaggal kibővítve. Ezt 1814-től csaknem harminc éven át minden évadban játszották Lwówban, de a mű mára elveszett.
Legismertebbnek a már említett 2., D-dúr (Wojskowy) hegedűversenye számít (op. 21).
A wrocławi zeneművészeti egyetem az ő nevét viseli: Karol Lipiński Zeneakadémia. Szülővárosában szobrot avattak a tiszteletére.

## Főbb művei
- Variációk Rossini Hamupipőke című operájának témájára op. 10
- Rondo alla polacca[7] op. 13
- 1. hegedűverseny, fisz-moll op. 14
- 2. hegedűverseny, D-dúr (Concerto militaire – Katona-concerto) op. 21
- Variations de Bravoure (Bravúr variációk) op. 22
- Fantázia és variációk Bellini Az alvajáró című operájának témájára op. 23
- Fantázia Jan Stefani „Krakkóiak és gurálok” című operájának motívumaira op. 33
- 3. hegedűverseny, e-moll op. 24
- 4. hegedűverseny, A-dúr op. 32
- A Dnyeszter szirénje, opera (singspiel), 1814
- Perpatvar egy fogadás miatt, opera-komédia

## Diszkográfia (válogatás)
- 1. hegedűverseny, fisz-moll op. 14, Rondo alla polacca op. 13, Variations de Bravoure op. 22 (2001, CPO 999 912-2)[halott link] – Albrecht Breuninger – hegedű, a Lengyel Rádió Zenekara, vezényel: Wojciech Rajski
- 2. hegedűverseny, D-dúr op. 21, 3. hegedűverseny, e-moll op.24, 4. hegedűverseny, A-dúr op.32 (CPO 999 787-2)[halott link] – Albrecht Breuninger, a Lengyel Rádió Zenekara, vezényel: Wojciech Rajski
- B-dúr szimfónia op. 2 no. 3, D-dúr nyitány, 2. hegedűverseny (2003, DUX 0432) – Dominika Falger, Filharmonia Lubelska, karmester: Piotr Wijatkowski ()
- Trio A-dúr op. 12, Polonézek op. 9 (Selene Records 2005, CD-s 0501.72) Archiválva 2013. április 27-i dátummal az Archive.is-en – Konstanty Andrzej Kulka hegedű, Andrzej Gębski hegedű, Grzegorz Chmielewski brácsa, Andrzej Wróbel cselló ( Archiválva 2022. január 9-i dátummal a Wayback Machine-ben)
- Fantázia Jan Stefani „Krakkóiak és gurálok” című operájának motívumaira op. 33, Fantázia és variációk Bellini Az alvajáró című operájának témájára op. 23, D-dúr caprice op. 29 no. 3,[8] Impromptu op. 34 no. 1, Trió g-moll  op. 8 (Selene Records 1998, CD-s 9808.44)[halott link] – Konstanty Andrzej Kulka szóló hegedű, Aurelia Liwanowska hegedű, Andrzej Wróbel cselló

## Fordítás
Ez a szócikk részben vagy egészben  a   Karol Lipiński című lengyel Wikipédia-szócikk ezen változatának fordításán alapul.  Az eredeti cikk szerkesztőit annak laptörténete sorolja fel. Ez a jelzés csupán a megfogalmazás eredetét és a szerzői jogokat jelzi, nem szolgál a cikkben szereplő információk forrásmegjelöléseként.